# Поздняков, Вячеслав Владимирович
Вячеслав Владимирович Поздняков (род. 17 июня 1978, Ярославль) — российский фехтовальщик-рапирист, чемпион Европы, призёр Олимпийских игр.

## Биография
Фехтованием начал заниматься в 1985 году. Первый тренер — С. И. Трофимов. В сборной команде России с 2001 года.
Живёт в Химках. Представляет Московскую область. Выступал за Вооружённые силы. Тренеры — И. Я. Мамедов, А. К. Ибрагимов.
Заслуженный мастер спорта России. Награждён медалью ордена «За заслуги перед Отечеством» II степени.
Не является родственником 4-кратного олимпийского чемпиона по фехтованию Станислава Позднякова.

## Достижения
Завоевал бронзовую медаль в командном первенстве на летних Олимпийских играх 2004 в Афинах.
- Чемпионат мира 2006 — 4-е место (командные соревнования)
- Чемпионат Европы 2004 — 1-е место (командные соревнования)
- Кубок мира 2004 — 3-е место (личные соревнования)
- Чемпионаты России:
  - 2005 — 1-е место (командные соревнования)
  - 2007 — 2-е место (личные соревнования), 1-е место (командные соревнования)
  - 2008 — 1-е место (командные соревнования)
- Кубок России:
  - 2001 — 1-е место (личные соревнования)
  - 2004 — 1-е место (командные соревнования)
  - 2006 — 1-е место (командные соревнования)
  - 2008 — 1-е место (командные соревнования)
- Чемпионат Москвы 2005 — 1-е место (личные соревнования)
- Первенство Вооружённых Сил 2004 — 2-е место (личные соревнования), 2-е место (командные соревнования)